# Кантрі Джо Макдональд
Кантрі Джо Макдональд (Country Joe McDonald) справжнє ім'я Джозеф Аллен Макдональд (Joseph Allen McDonald; 1 січня 1942, Ел Монто, Каліфорнія, США) — вокаліст, гітарист, композитор, автор текстів, продюсер.
Ім'я Джозеф (Йосиф) дали артисту на честь Йосифа Сталіна його політично активні батьки, а сам Макдональд вже на початку 1960-х років зв'язався з контестадорським рухом, що діяв у Берклі. 1964 року Джо разом з Блейром Хардманом записав альбом «The Goodbye Blues», проте незабаром присвятив себе редагуванню радикального часопису «Et Tu Brute». До перших примірників додавалась платівка з чотирма творами Макдональда, серед яких, наприклад, була перша версія вже відомої композиції «I-Feel-Like-I'm-Fixin'-To-Die Rag».
1965 року разом з гітаристом Баррі Мелтоном Джо утворив гурт Instant Action Jug Band, яка пізніше змінила назву на Country Mao & The Fish, а остаточно на Country Joe & The Fish. Ця популярна ейсід-рокова формація стала одним з найвпливовіших гуртів свого часу, але попри це 1969 року Макдональд вирішив присвятити себе сольній кар'єрі.
Першими запропонованими сольними роботами виявились так дві збірки: перша «Thinking Of Woody Guthrie» з баладами Вуді Гатрі і друга «Tonight I'm Singing Just For You» з улюбленими кантрі-творами. Лише до третього видання — альбому «Hold On, lt's Coming» яке Джо записав у Лондоні за участю кількох британських музикантів, ввійшли власні твори автора.
Черговими кроками Макдональда були участь у запису звукової доріжки «Quit Days In Clichy» до фільму режисера Йенса Йоргена Торсена, що базувався на книжці Генрі Мілера, а також платівка «War War War», що була адаптацією поезії Роберта Сервісе.
Наступний лонгплей «Paris Sessions» мав дуже теплий прийом серед критиків, але вже наступним платівкам Джо бракувало рішучості ранніх видань. Однак концертні виступи Макдональда продовжували бути стабільно популярними.

## Дискографія
- 1969: Thinking Of Woody Guthrie
- 1970: Tonight I'm Singing Just For Yo
- 1971: Hold On, It's Coming
- 1971: War War War
- 1972: Incredible Live!
- 1973: Paris Sessions
- 1975: Country Joe
- 1975: Paradise With An Ocean View
- 1976: Love Is A Fire
- 1976: The Essential Country Joe McDonald
- 1977: Goodbye Blues
- 1978: Rock & Roll Music From The Planet Earth
- 1979: Leisure Suite
- 1980: On My Own
- 1981: Into The Frey
- 1982: Animal Tracks
- 1983: Child's Play
- 1987: Vietnam Experience
- 1989: Classics — The Fantasy Years
- 1990: The Best Of Country Joe McDonald — The Vanguard Years 1969–1975
- 1991: Superstitious Blues
- 1994: Carry On
- 1994: Something Borrowed, Something New
- 1994: Eat Flowers and Kiss Babies (разом з The Bevis Frond)
- 2000: www.countryjoe.com
- 2000: I Feel Like I'm Fixin’ To Sing Some Songs And Tell Some Stories
- 2002: Thank The Nurse
- 2002: Crossing Borders (разом з M.L.Liebler)
- 2005: Live In Berkeley (разом з The Country Joe Band)
- 2005: Natural Imperfecions (разом з Bernie Krause)